# Geografia do Quirguistão
A Geografia do Quirguistão é um estudo geral geográfico sobre a geografia do Quirguistão, um país da Ásia central, entre o oeste do Uzbequistão, o norte do Cazaquistão, o sudoeste do Tadjiquistão e ao leste e sudeste da China.    
Localização: no centro oeste da Ásia, oeste da China.
Coordenadas geográficas: 41°00′ N 75°00′ E
Área:

total: 198,500 km²

terrestre: 191,300 km²

:águas 7,200 km²
Fronteiras terrestres:

total: 3.878 km

fronteiras com países: China 858 km, Cazaquistão 1.051 km, Tajiquistão 870 km, Uzbequistão 1.099 km
Litoral: 0 km 
Pontos extremos:

ponto mais baixo: Kara-Darya 132 m

ponto mais alto: Jengish Chokusu (Pik Pobedy) 7.439 m
Uso da terra:

terras arráveis: 7%

pastagens permanentes: 44%

florestas e matas: 4%

outros: 45% (1993 est.)
Terras irrigadas: 9.000 km² (1993)